# پیتسبرگ (نیوهمپشایر)
پیتسبرگ (به انگلیسی: Pittsburg) یک منطقهٔ مسکونی در ایالات متحده آمریکا است که در شهرستان کوآس، نیوهمپشایر واقع شده‌است. پیتسبرگ ۷۵۴٫۱ کیلومتر مربع مساحت و ۸۶۹ نفر جمعیت دارد و ۴۰۳ متر بالاتر از سطح دریا واقع شده‌است.